# Tonganska imperiet

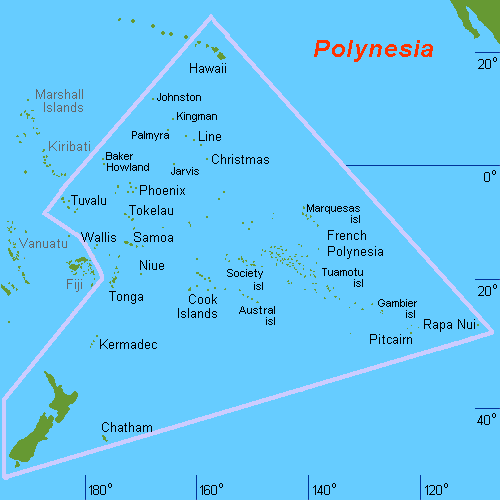
Geografisk karta över Polynesien.

Det tonganska imperiet var ett stormaktsvälde som täckte stora delar av Polynesien under senare delen av medeltiden. Under sin storhetstid sträckte sig imperiet från Niue i öst till Tikopia i väst och dess inflytandeområde sträckte sig ännu längre. Själva imperietiden var från 1200-talet till 1500-talet och omfattade därefter egentligen endast Tongaöarna.

## Imperiets grundande
Ursprunget till imperiet lades runt år 950 då hövdingen ʻAhoʻeitu genom en rad krig befriade tonganerna från de styrande dynastierna Tuʻi Manuʻa på Samoa och Tuʻi Pulotu på Fiji då dessa imperier minskade i styrka. ʻAhoʻeitu utropades sedan år 950 till den förste kungen i Tu'i Tonga-dynastin.

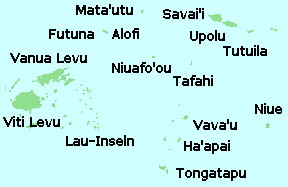
Tonganska imperiet under sin storhetstid

ʻAhoʻeitus mor Ilaheva Va'epopua kom från en tongansk adelsfamilj, och hans far Tangaloa 'Eitumātupu'a var en överstepräst och hövding från Samoa. Denna härkomst berättigade honom till att inneha såväl sekulära som religiösa befattningar i likhet med den roll de egyptiska faraonerna hade.
Toloa blev till den första huvudstaden (nuvarande Fua'amotu på Tongatapus södra del).
Den andra huvudstaden blev sedan Heketā (nära Niutōua på Tongatapus sydöstliga del) under kung 'Afulunga eller kung Momo kring 1150.

## Imperiets utvidgning
Under perioden mellan 1200 och 1500-talet utvidgades imperiet till att nå sin storhetstid.
Under kung Momo (10:e Tu'i Tonga) och hans son Tu'itatui (11:e Tu'i Tonga) utvidgades imperiet till att omfatta delar av Fijiöarna, Samoaöarna, Wallis- och Futunaöarna, Tokelau, Niue och Cooköarna. Imperiet fortsatte att växa och kom så småningom att omfatta mer än tre miljoner km² hav, däribland hela västra och centrala Polynesien samt vissa delar av Melanesien och Mikronesien. Därutöver erlade många områden tribut till de tonganska monarkerna. Manuaöarna förblev dock självstyrande områden då de ansågs heliga bland tonganerna.
Under Tala'atama (12:e Tu'i Tonga) flyttades nu huvudstaden till Mu'a (på den östra delen av Tongatapu vid Fangakakauviken) kring 1220. Muʻa skulle bli imperiets mest välkända och blomstrande huvudstad.

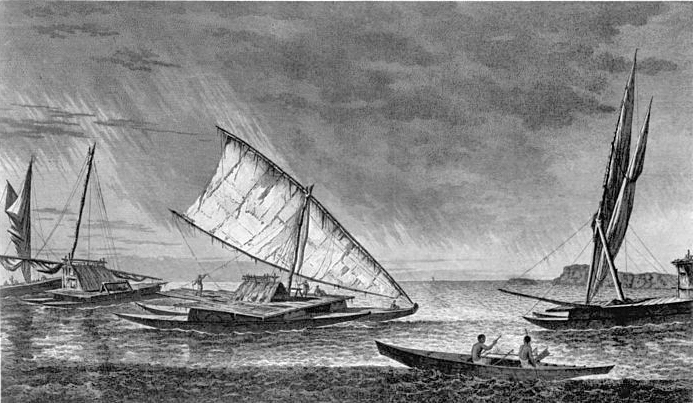
Tonganska kanoter

Imperiets framgång var i mångt och mycket baserat på den stora imperieflottan. Denna möjliggjorde lukrativ handel och transport. Den vanligaste typen av fartyg var långdistanskanoter i form av utriggare med segel, vanligen av typen proaer och piroger. De största av dessa kunde bära upp till 200 man och bland dessa kanoter fanns Tongafuesia,  ʻĀkiheuho, Lomipeau och Takaʻipōmana.
Under denna tid uppfördes även en rad befästa anläggningar, kultplatser och monument bland imperiets öar. Bland de bäst bevarade finns pyramiden i Pulemelei, fortet i Talietumu och den megalitiska triliten Ha'amonga 'A Maui. Monarkerna begravdes på särskilda begravningsplatser under stora gravhögar av sten, så kallade Langi, där de bäst bevarade finns i Mu'a.

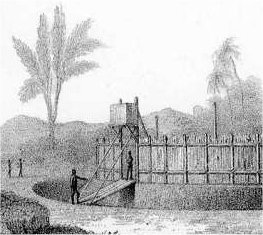
Tonganska fort

## Imperiets sönderfall
I början av 1200-talet drabbades imperiet av inre motsättningar. Tu'i Tongas politiska makt delades då med falefā (politiska rådgivare) som till en början lyckades stabilisera imperiet.
De inre motsättningarna fortsatte dock och flera härskare blev mördade, däribland Havea I (19:e Tu'i Tonga), Havea II (22:a Tu'i Tonga) och Takala'ua (23:e Tu'i Tonga), vilka alla var kända för ett tyranniskt styre.
Mordet på Takala'ua 1470 av folk från Futuna inledde såväl ett blodigt inbördeskrig som imperiets sönderfall. Kau'ulu'fonua I (24:e Tu'i Tonga) jagade sin fars mördare och bestraffade dem med döden, detta ledde till uppror bland befolkningen på Futuna vilka kort därefter grundade det självständiga Aloriket. Något tidigare hade redan 'Uveariket grundats på Wallisön och redan kring år 1250 besegrades imperiet även på Samoa av Malietoaätten.
Internt ledde mordet till ytterligare en omorganisation av imperiet. Tu'i Tonga behöll den religiösa makten men avträdde den världsliga makten till en gren av ätten och därmed började Tu'i Ha'a Takala'ua-dynastin. Den förste härskaren i den nya dynastin blev Mo'ungāmotu'a som var Takala'uas äldste son och yngre bror till Kau'ulu'fonua I. Denna dynasti styrde i cirka 100 år och den siste ättlingen Mulikihaamea dog den 10 maj 1799. Den siste ättlingen i Tu'i Tonga-dynastin, Laufilitonga, dog den 9 december 1865.
Inre och yttre stridigheter fortsatte dock och ledde runt 1650 till att den världsliga makten avträddes till en annan gren av ätten och nu började Tu'i Kanokupolu-dynastin. Den förste härskaren i den nya dynastin blev Ngata som var Mo'unga-'o-tongas (6:e Tu'i Ha'a Takala'ua) tredje son. Denna dynasti ersatte inte någon av de två redan existerande dynastierna, utan man delade den världsliga makten med Tuʻi Haʻatakalaua (4). Tuʻi Kanokupolu stod under stort inflytande från Samoa, eftersom härskarens moder var dotter till ʻAma, en samoansk ledare från Safata. Detta ledde till ett mindre väldefinierat och mer fragmentariserat system vilket medförde att imperiet förlorade mycket av sin makt och sitt inflytande. Den siste ättlingen i Tu'i Kanokupolu-dynastin dog 1893.
I slutet av 1700-talet var imperiet i stort helt upplöst och även Ha'apaiöarna och Vava'uöarna hade uppnått ett stort mått av autonomi.
Medan Tu-i Tonga satt tämligen orörda i den religiösa makten utsattes både Tu'i Ha'atakalaua och Tu'i Kanokupolu för fortsatta stridigheter och maktkamper. Den inre maktkampen tar åter fart kring 1777 och den 21 april 1799 mördades Tuku'aho (14:e Tuʻi Kanokupolu) av den lokale härskaren på Vava'u och ett nytt blodigt inbördeskrig bröt ut.
Detta inbördeskrig pågick i närmare 30 år innan Tāufaʻāhau (19:e Tu'i Kanokupolu och blivande kung George Tupou I) efter en envis kamp åter lyckades förena Tonga till ett kungadöme. 1826 stod "Slaget vid Velata" (ett avgörande slag) mot Laufilitonga (39:e och siste monarken I Tu'i Tonga) nära Pangai på Lifukaön som vanns av Tāufaʻāhau. Laufilitonga blev 1827 visserligen Tu'i Tonga men ämbetet saknade nu helt inflytande och titeln avskaffades i och med Laufilitongas död 1865 och kristendomens införande.

## Kungadömet Tonga
1845 blev Tāufaʻāhau den nye Tu'i Kanokupolu och han var sedan tidigare redan härskare över Vava'u. Kring 1851 lyckades han så slutligen återförena Tongaöarna till en enad nation. Tāufaʻāhau hade redan 1831 konverterat till den metodistiska tron och hade därmed under sin kamp stöttats av europeiska missionärer och påbörjat en modernisering av Tonga bland annat genom att skriva Vava'ukoden, Tongas första samling skrivna lagar. Denna samling ändrade mycket av det tidigare patriarkaliska styrelsesystemet vilket försäkrade honom även folkets stöd.
1851 blev Nuku'alofa huvudstad i det enade Tonga.
Den 4 november 1875 grundades så Pule 'Anga Fakatui'i'o Tonga (kungadömet Tonga) och samma år fick nationen sin första konstitution.

## Regenter

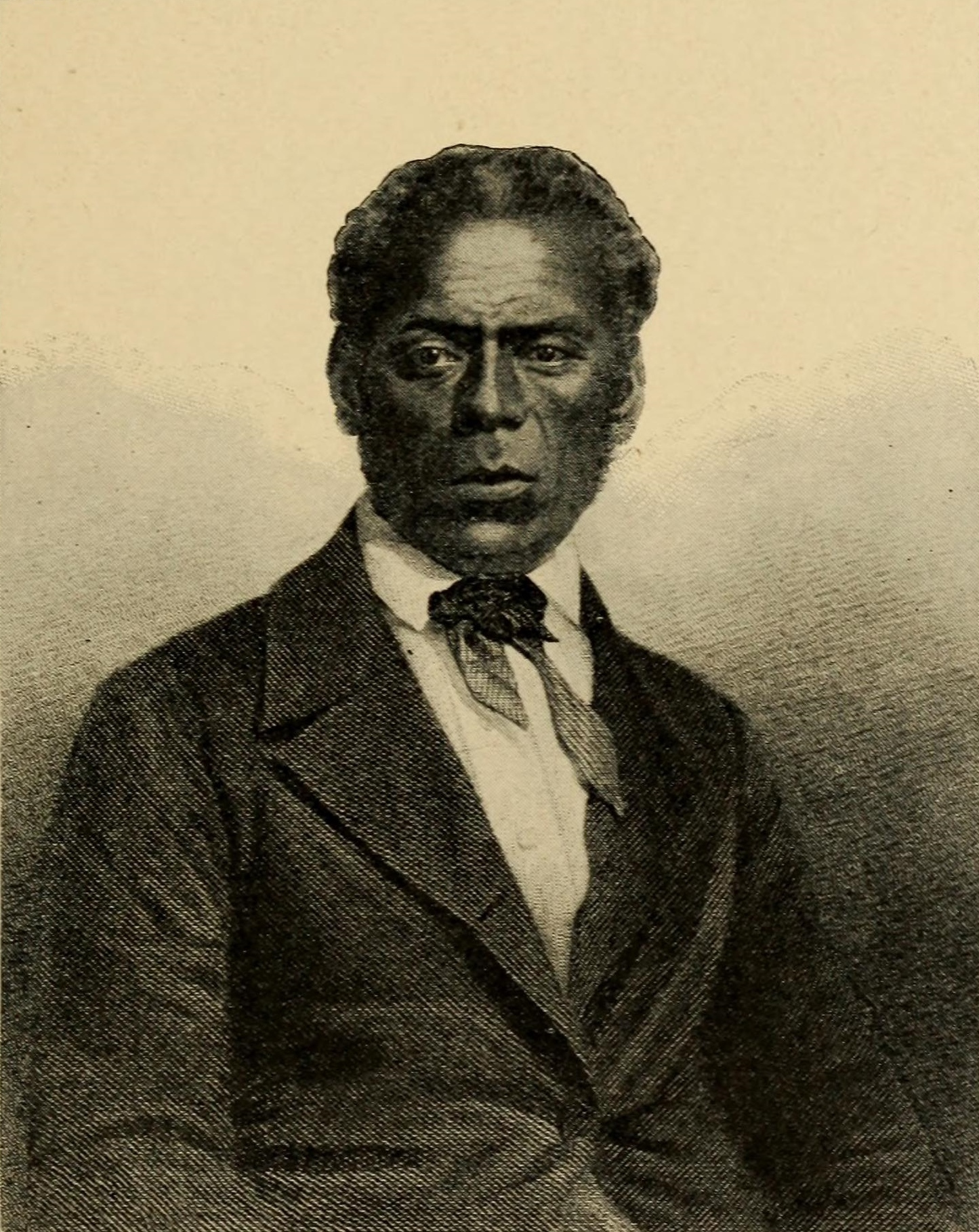
George Tupou I

### Tuʻi Tonga
| 1 ʻAhoʻeitu                  | 2 Lolofakangalo            | 3 Fanga'one'one          | 4 Lihau                  | 5 Kofutu                  |
| 6 Kaloa                      | 7 Ma'uhau                  | 8 'Apuanea               | 9 'Afulunga              | 10 Momo                   |
| 11 Tu'itatui                 | 12 Tala'atama              | 13 Ha'amea               | 14 Tala-'i-Ha'apepe      | 15 Talakaifaiki           |
| 16 Talafapite                | 17 Ma'akatue               | 18 'I-pui-pui            | 19 Havea I               | 20 Tatafueikimeimua       |
| 21 Lomi'aetupu'a             | 22 Havea II                | 23 Takala'ua             | 24 Kau'ulu'fonua I       | 25 Vakafuhu               |
| 26 Pui-Pui-Fatu              | 27 Kau'ulu'fonua II        | 28 Tapu'osi I            | 29 'Uluakimata I         | 30 Fatafehi               |
| 31 Tapu'osi Kau'ulufonua III | 32 'Uluakimata II          | 33 Fatafehi Tu'ipulatu I | 34 Fakana'ana'a          | 35 Fatafehi Tu'ipulatu II |
| 36 Fatafehi Paulaho          | 37 Fatafehi Ma'ulupekotofa | 38 Fatafehi Fuanunuiava  | 39 Fatafehi Laufilitonga |                           |

Från kung Kauulufonua I hade ämbetet endast religiös makt

### Tu'i Ha'a Takala'ua
| 1 Mo'ungāmotu'a  | 2 Tanekitonga   | 3 Vaematoka       | 4 Siulangapō     | 5 Vakalahimoheuli |
| 6 Mounga o Tonga | 7 Fotofili      | 8 Vaea            | 9 Moeakiola      | 10 Tatafu         |
| 11 Kafoamotalau  | 12 Tuionukulave | 13 Silivakaifanga | 14 Fuatakifolaha | 15 Tupoulahi      |
| 16 Maealiuaki    | 17 Mumui        | 18 Toafunaki      | 19 Mulikihaamea  |                   |

Från kung Mounga o Tonga hade ämbetet endast begränsad makt.

### Tu'i Kanokupolu
| 1 Ngata               | 2 Atamata'ila    | 3 Mataele Tu'apiko | 4 Mataele Ha'amea | 5 Vuna Tu'i'oetau  |
| 6 Ma'afu'o tu'i tonga | 7 Tupoulahi      | 8 Maealiuaki       | 9 Tupoulahisii    | 10 Mulikiha'amea   |
| 11 Maealiuaki         | 12 Tupoumahe'ofo | 13 Mumui           | 14 Finau Tuku'aho | 15 Ma'afu'olimuloa |
| 16 Tupou Malohi       | 17 Tupouto'a     | 18 'Alea Motu'a    | 19 Tāufaʻāhau     |                    |

### Tupou-dynastin
Den nuvarande härskande dynastin, Tupoudynastin, började med Tāufaʻāhau som 1845 tog titeln siste Tu'i Kanokupolu och bytte namn från Siaosi Taufa'ahau Tupou I Maeakafa till kung George Tupou I.